# ミハイロ・フルシェフスキー

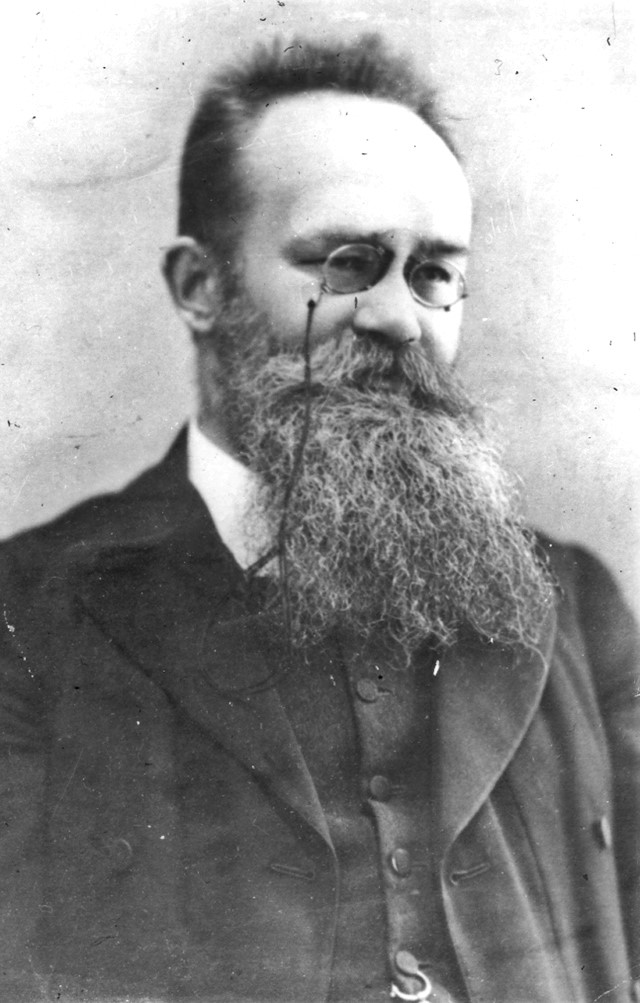
ミハイロ・フルシェフスキー（ムィハーイロ・フルシェーウシクィイ)

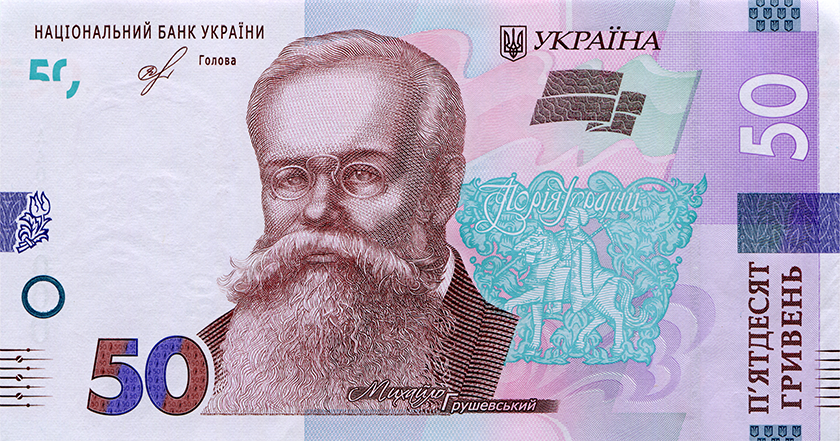
50ウクライナ グリブナの紙幣

ミハイロ・フルシェフスキー（ウクライナ語：Миха́йло Груше́вський：ムィハーイロ・フルシェーウシクィイ；ロシア語:Михаи́л Серге́евич Груше́вский：ミハイーロ・グルゥシェーフスキー、1866年9月29日‐1934年11月25日）は、ウクライナの歴史学者、政治家、記者である。1917年から1918年にかけてウクライナ中央議会の議長を務め、事実上ウクライナ人民共和国の元首であった。ウクライナ研究に大きな影響を与えた大作『ウクライナ＝ルーシの歴史』の著者である。

## 生涯

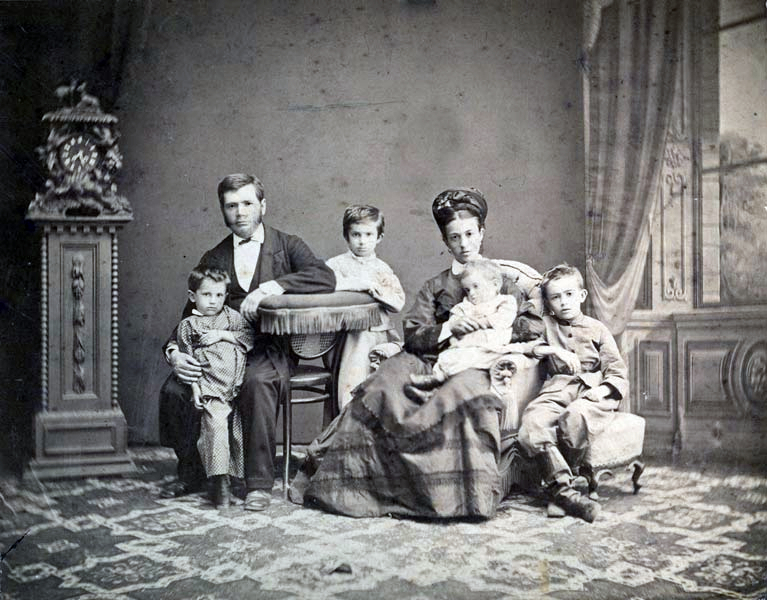
父セルゲイと母グラフィラ・ザハリヴナ・オポコワと子ども左から:ザカール、シャムライ＝フルシェフスカ ハンナ・セルヒヴナ、フェディル、ミハイロ。(1876年頃)

フルシェフスキーは、1866年9月29日、ロシア帝国ルブリン県ヘウム市で生まれた。フルシェーウシクィイ家は18世紀にドニプロ・ウクライナ出身の司祭家であった。父セルヒーイ・フルシェーウシクィイは、学校の教師を務め、スラヴ研究に携わっていた。父の転勤により、青年時代をロシア領カフカス地方のスタヴロポリ市とウラジカフカス市で過ごした。
1880年に第一ティフリス中学校に入学し、6年間グルジアに滞在した。1886年にウクライナに帰り、キエフ大学歴史・言語学部に入学し、東欧の中世史を学習するようになった。学生時代は、勉強の傍らにウクライナの知識人が構成する「フロマーダ」という文化・啓蒙組織でも活躍していた。

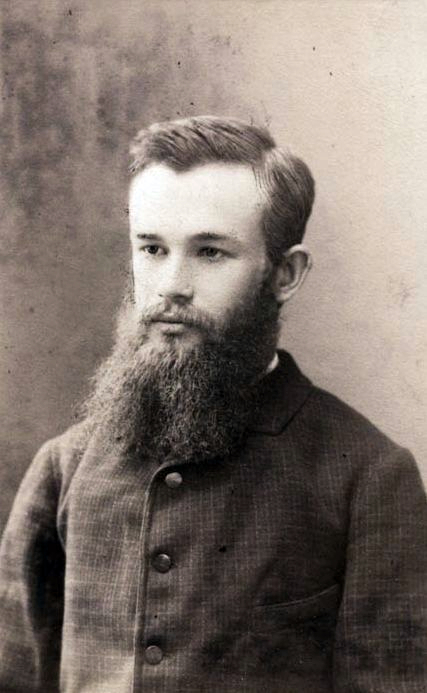
1880年代後半から1890年代前半

1890年にキエフ地方の歴史について優秀な卒業論文を発表し、ヴォロディームィル・アントノーヴィチ教授からの奨学金を受賞し、キエフ大学大学院歴史学科へ進学した。1894年に『バールの代官地の概史』の修士論文を提出して修士号を獲得した。そして、同年にアントノーヴィチ教授の推薦により、オーストリア帝国リヴィウ大学で歴史学科の教授に任じられた。
1898年から1913年にかけてリヴィウに滞在し、ウクライナ人の研究組織であるタラース・シェウチェーンコ名称研究会の会長を務め、その研究会をヨーロッパの学士院のような研究施設に再編成し、研究会の古文書館、図書館と博物館を創立した。また、1895年から1913年までの間に『タラース・シェウチェーンコ名称研究会誌』の主筆を兼務した。
フルシェフスキーは、リヴィウにおけるウクライナ歴史研究の学派を設立し、イヴァン・クルィプヤケーヴィチ、イヴァン・ジジョーラ、オメリャーン・テルレーツィクィイ、ステパーン・トマシーウシクィイ、ヴァスィーリ・ヘラスィムチューク、ムィローン・コルドゥーバなどのウクライナ歴史学者を育てた。さらに、1889年に『ウクライナ＝ルーシの歴史』の第1巻を著し、1937年までにリヴィウとキエフにおいて12巻を出版し続けた。

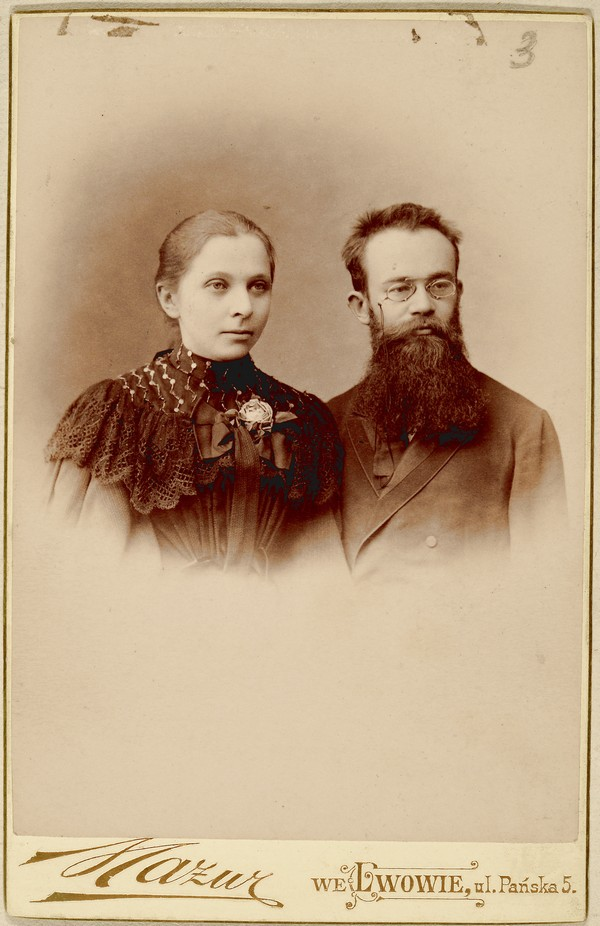
結婚した1896年のマリア・イヴァンナ・フルシェフスカとミハイロ・フルシェフスキー

1899年にはウクライナ国民民衆主義党を形成し、オーストリアとロシアの中でウクライナ人による政治・文化活動に携わった。1905年2月のロシア革命以後、ドニプロ・ウクライナへ移住した。1907年にはキエフにおけるウクライナ研究会を設置し、会長となった。さらに、政治活動を続けて、ウクライナ人の様々の政党や政治団体を融合させたウクライナ進歩者会という組織を作り、その会長に選ばれた。その間、『走る波』（1906年）、『ロシアの解放とウクライナの問題』（1907年）、『我々の政策』（1911年）、『自由ウクライナ』（1917年）など、ロシア・ウクライナ関係についていくつかの論文を著し、ウクライナ人の独自性とウクライナの自治権の必要性を主張した。

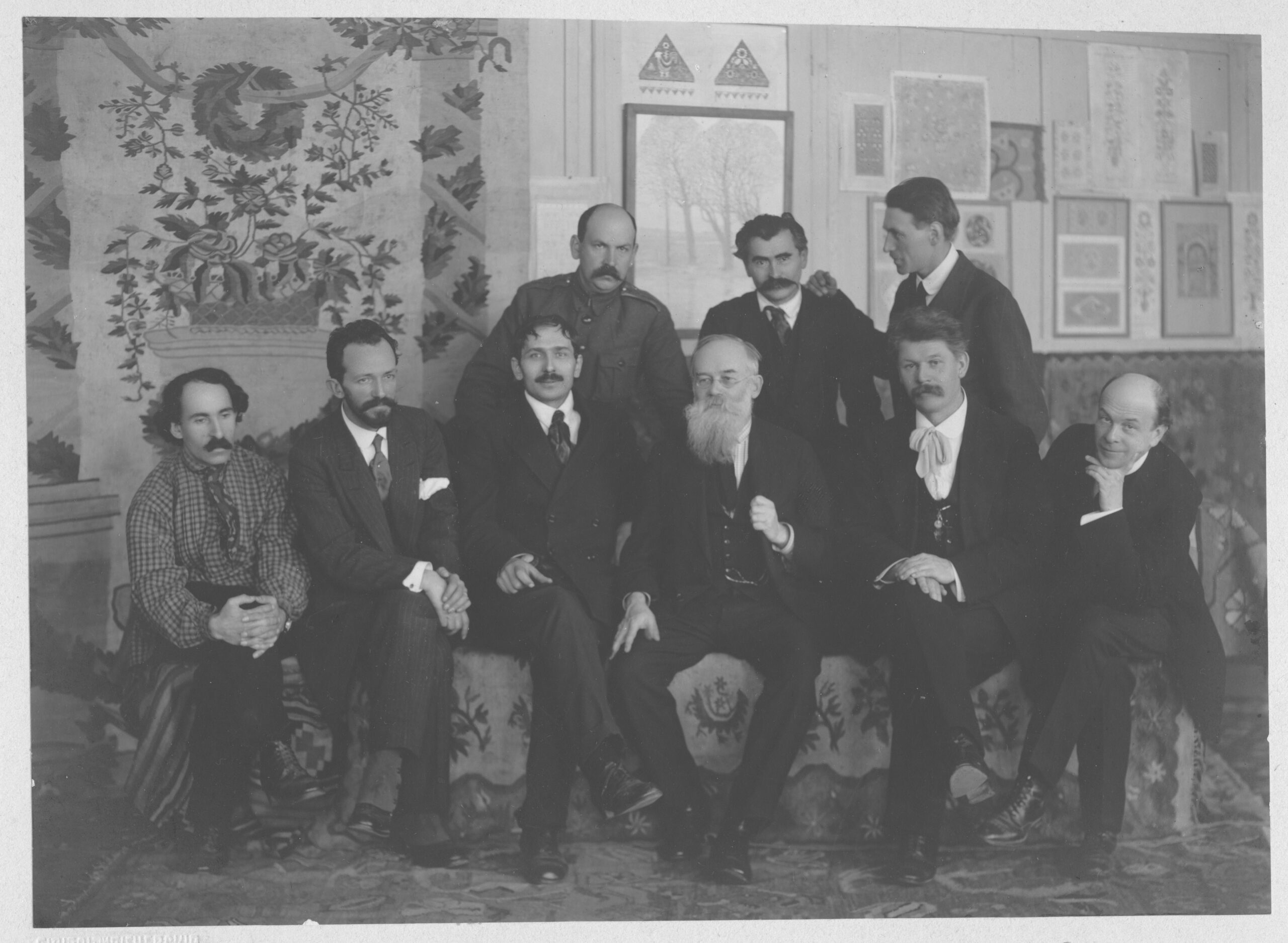
国立視覚芸術建築アカデミーの創設者達､左からヘオリイ・ナルブト､ヴァシル・クリチェフスキー､ミハイロ・ボイチュク､アブラハム・A・マニエビッチ､オレクサンドル・ムラシュコ､フェディル・クリチェヴスキー、ミハイロ・フルシェフスキー、イヴァン・ステシェンコ､ミコラ・ブラチェック

1914年11月、キエフに戻ったが、ロシアの警察に逮捕され、「オーストリア贔屓」の罪でシベリアへ流罪となった。しかし、ロシア学士院の要求により、シムビルスクへ移動され、その後、カザニとモスクワへ移された。

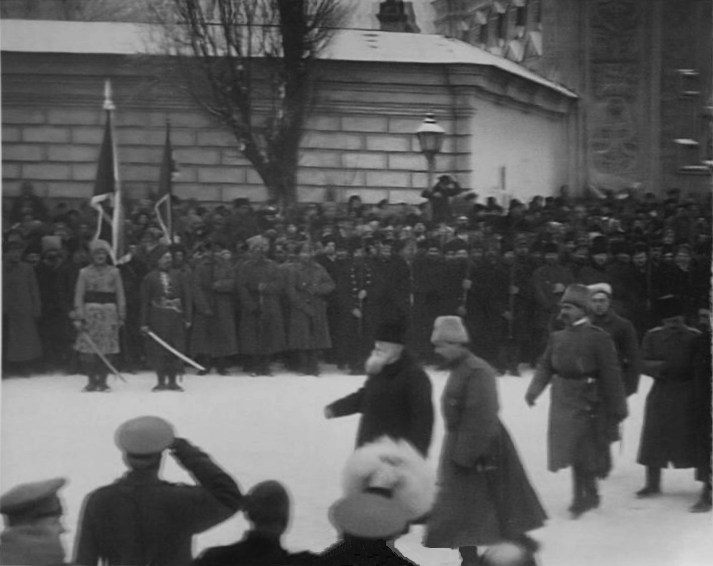
キエフにおける軍事パレードに出席するフルシェーウシクィイ（1917年）

1917年3月14日に再びキエフに戻り、ウクライナの自治議会ならびに政府にあたるウクライナ中央議会の議長に選ばれた。初めに彼は、ロシアの連邦化とロシア連邦におけるウクライナ自治区の存在の必要性を唱え、ウクライナ独立を求める政治団体を排除した。しかし、1917年10月のロシア革命が起き、ボリシェビキがウクライナに攻め入ると、フルシェフスキーは立場を変え、自らウクライナ独立を主張しはじめた。1918年にはドイツ・オーストリア同盟国の軍力によってボリシェビキからウクライナを奪い返したが、1918年4月29日に同盟国の支援で起きたパウロー・スコロパードシクィイのクーデターによって、政界からの引退を余儀なくされた。
フルシェフスキーは、ロシア問題と民族問題に関しては穏健であったが、社会・経済問題に関して当時ウクライナで人気があった社会主義の思想を実行しようとしていたので、ドイツ・オーストリア同盟国の政権によってウクライナの元首の座から下ろされたと考えられる。
1919年3月にフルシェフスキーはチェコスロバキアへ移住し、その後、オーストリアへ移った。そこで彼はウクライナ研究に力を入れ、ウィーンにおけるウクライナ社会研究所を設置し、ウクライナ社会革命党の紀要『戦えば、勝てる！』、『東欧』、『我が旗』などの政治雑誌の主筆を務めた。また、フルシェーウシクィイは研究のために、ジュネーヴ、ベルリン、パリなどにも住んでいた
1924年3月7日、ソ連の代表者との長い交渉の結果、キエフに戻った。同年、ウクライナ学士院の院員に選ばれ、ウクライナ学士院歴史・言語学部ウクライナ史課の課長となり、『ウクライナ』、『ウクライナ学士院歴史言語学部誌』、『科学誌』、『ウクライナ考古学叢書』、『ウクライナ古典文学集』、『ウクライナ研究』などの研究雑誌の出版に携わった。1929年に彼はソ連学士院の院員と選ばれ、モスクワへ引っ越した。
1929年にソ連の秘密警察は、フルシェフスキーに政治犯を被せ、「ウクライナ民族主義者センター」の所長に仕立てて逮捕した。学士院の取り計らいによりフルシェフスキーは間もなく解放されたが、1931年には秘密警察の命令でモスクワから追放された。彼が創立した研究所や研究会などが解散させられ、同僚と弟子も逮捕された。このような圧迫により、フルシェーウシクィイは病気を患った。1934年11月25日、キスロヴォツクで治療していたところ、不明な原因で急死した。フルシェーウシクィイの遺体はキエフにあるバイコヴェ墓地で葬られた。

## 史観
フルシェフスキーの史観は、ロシア帝国後期において知識人階級の間で普及していた人民運動思想、自由思想、社会主義思想、東欧連邦の思想などによって形成された。先生であったV・アントノーヴィチ、M・コストマーロウや民間政治家であったM・ドラホマーノウの書物なども大きな影響を与えた。初期のフルシェーウシクィイは政治史よりは社会経済史に興味を示していたが、ウクライナ民族の歴史を研究するに連れて政治・思想史の分野に移った。結果的にフルシェーウシクィイは、国家を持たなかったウクライナ人のために国民国家の歴史を作成させた人物となった。後世においてフルシェーウシクィイによるウクライナ史のパラダイムは、欧米を初め主流的なものとなった。政治家としてのフルシェーウシクィイは、ウクライナの理想の社会を、キエフ・ルーシやコサックなどの議会制に求める一方で、フランス革命が生み出した市民社会にも求めた。

## 著作
フルシェフスキーは2千余りの研究書や論文などの著者である。主著は10巻からなる未完成の『ウクライナ＝ルーシの歴史』（1898年‐1937年）、『ウクライナ民族概要史』（1904年）、『絵巻ウクライナ史』（1911年）、『市民社会の始まり』（1912年）、5巻からなる『ウクライナ文学史』（1923年‐1927年）などである。また、数巻を含む史料集『ウクライナ史に関する史料』の編纂にも関わった。
- Барське староство: Історичні нариси (XV-XVIII ст.) / НАН України; Інститут українознавства ім. І.Крип'якевича — Львів, 1996.
- Культурно-національний рух на Україні в ХVІ-ХVІІ віці. — Київ; Львів, 1912.
- Вільна Україна: Статтї з останнїх днїв (березень- квітень 1917). — К. : Друкарня товариства "П.Барський", 1917.
- З полїтичного житя Старої України: Розвідки, статї, промови. — К., 1917
- Звідки пішло Українство і до чого воно йде. — К., 1917.
- Ілюстрована історія України. — К., 1918.
- Всесвітня історія в короткім огляді: Приладжена до програми вищих початкових шкіл і низших класів шкіл середніх: в 4-х ч. — К., 1917— 1920.
- Автобіографія: Друкується, як рукопись. — К., 1926.